# Michael J. Kirwan

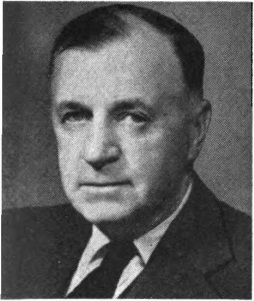
Michael J. Kirwan (1955)

Michael Joseph Kirwan (* 2. Dezember 1886 in Wilkes-Barre, Pennsylvania; † 27. Juli 1970 in Bethesda, Maryland) war ein US-amerikanischer Politiker der Demokratischen Partei. Vom 3. Januar 1937 bis zu seinem Tod am 27. Juli 1970 war er Mitglied des Repräsentantenhauses der Vereinigten Staaten für den 19. Kongressdistrikt des Bundesstaates Ohio.

## Biografie
Kirwan wurde in Wilkes-Barre geboren. 1907 zog er mit seinen Eltern nach Youngstown (Ohio) um. Im Ersten Weltkrieg diente er in der US Army. Nachdem er aus dem Krieg zurückgekehrt war, begann er seine politische Karriere.
Zu Beginn setzte er sich für den Bau eines Kanals vom Eriesee zum Ohio River ein, um die Gebiete entlang des geplanten Kanals wirtschaftlich zu stärken. Kirwan verfolgte dieses Ziel ein Leben lang, jedoch ohne Erfolg zu haben. 1936 kandidierte er dann erfolgreich im 19. Bezirk von Ohio für einen Sitz im Repräsentantenhaus. Während seiner Zeit im Kongress setzte er sich für den sozialen Wohnungsbau, den Bau von Staudämmen, Reservoirs und ähnlichem staatlich geförderten ein. Kirwan war insgesamt sieben Legislaturperioden (14 Jahre) Vorsitzender des Democratic Congressional Campaign Committee, einer wichtigen politischen Institution der Demokraten im Kongress. Um seine politische Leistung zu würdigen, wurde 1959 ein Bankett in Youngstown abgehalten, Hauptredner an diesem Abend war der damalige Senator und spätere Präsident John F. Kennedy.
1968 wurde er für eine 17. Legislaturperiode wiedergewählt. Er wollte diese noch absolvieren und dann in den Ruhestand treten. 1969 stürzte er auf einer Veranstaltung des University Club in Washington, D.C. schwer, er wurde in das National Naval Medical Center in Bethesda eingeliefert, wo er 1970 an den Spätfolgen des Sturzes starb.
Kirwan wurde auf dem Calwary Cemetery in Youngstown beigesetzt. An seiner Beisetzung nahmen 50 Mitglieder des Kongresses teil, die ihm die Ehre erwiesen. Er blieb zeit seines Lebens Junggeselle und war römisch-katholischen Glaubens.